# Przylgowiec honduraski
Przylgowiec honduraski (Thyroptera discifera) – gatunek ssaka z rodziny przylgowcowatych (Thyropteridae).

## Taksonomia
Gatunek po raz pierwszy zgodnie z zasadami nazewnictwa binominalnego nazwali w 1855 roku niemieccy zoolodzy Martin Lichtenstein i Wilhelm Peters nadając mu nazwę Hyonycteris discifera. Holotyp pochodził z Puerto Cabello, w Carabobo, w Wenezueli. 
Thyroptera discifera najbliżej spokrewniony jest z T. tricolor. Uznany wcześniej podgatunek abdita z Ameryki Środkowej nie jest uważany za ważny. Autorzy Illustrated Checklist of the Mammals of the World uznają ten gatunek za monotypowy.

### Etymologia
- Thyroptera: gr. θυρεος thureos „duża, podłużna tarcza”, od θυρα thura „drzwi”; -πτερος -pteros „-skrzydły”, od πτερον pteron „skrzydło”[10].
- discifera: łac. discus „dysk, płyta”[11]; -fera „-noszący”, od ferre nosić, dźwigać[12].

## Zasięg występowania
Przylgowiec honduraski występuje w rozproszone populacjach w Ameryce Środkowej, w tym w południowej Nikaragui, północno-wschodniej i południowo-wschodniej Kostaryce oraz środkowej Panamie i w Ameryce Południowej od wschodniej i południowej Kolumbii po północną i środkowo-zachodnią Brazylię, wschodnie Peru i północną Boliwię.

## Morfologia
Długość ciała (bez ogona) około 41–47 mm, długość ogona 27–35 mm, długość ucha 13,5–14 mm, długość tylnej stopy 5,5–7 mm, długość przedramienia 32,2–34,2 mm; brak danych dotyczących masy ciała. Kariotyp wynosi 2n = 32 i FN = 38.

## Ekologia

### Tryb życia
Ten mały, owadożerny nietoperz ma równie wydatne czoło jak furiakowate; przyczyna takiej budowy głowy również w tym przypadku nie jest znana. Za pomocą przyssawek nietoperz ten może wspinać się po gładkich, nawet szklanych powierzchniach. Jedna przylga może się przyssać tak mocno, że utrzyma cały ciężar ciała nietoperza. Siłę przyssania regulują specjalne mięśnie przedramienia. Przylgowce honduraskie mając niezwykły zwyczaj spania w młodych, jeszcze zwiniętych liściach roślin, takich jak np. banany. W jednym liściu może spać wiele nietoperzy naraz. Niemal codziennie muszą one szukać innych liści do spania, ponieważ ich legowisko z dnia poprzedniego jest już zazwyczaj rozwinięte. 

### Rozmnażanie
Rozród tych nietoperzy nie jest związany z żadną porą roku, a samce i samice prawdopodobnie nie rozłączają się na czas porodu. Na ogół samica rodzi 1 młode i nosi je ze sobą do chwili, gdy ciężar jego ciała przekroczy połowę ciała matki.